# Jean-Jacques Renouard de Villayer
Jean-Jacques Renouard, Huân tước Villayer (ngày 24 tháng 6 năm 1607, Nantes – ngày 5 tháng 3 năm 1691, Paris) là thành viên Hội đồng Nhà nước của Pháp, được vị vua chuyên chế đương thời Louis XIV giao phó làm đại biểu cho các cơ quan pháp lý đặc biệt.
Năm 1653, trên cương vị là người thuê mướn Bưu điện Thành phố Paris, Renouard de Villayer đã ra lệnh thiết lập những hộp thư tín tại các địa điểm khác nhau ở Paris. Lá thư trả trước với mức bưu phí thống nhất là 1 đồng solidus có thể được bỏ vào các hộp này rồi vận chuyển đến trong thành phố ngay trong ngày. Ông còn phát hành tờ biên lai (billet de port payé) dành cho mục đích này và buộc phải đính kèm theo các chữ cái dưới dạng bưu chính, vốn được coi là tiền thân ban đầu của tem thư. Không có ví dụ nào vẫn còn tồn tại cho đến ngày nay. Cái gọi là Petite Poste chịu thất bại về mặt kinh tế nhưng về sau này được các thành phố châu Âu khác bắt chước thành công (ví dụ như London Penny Post vào năm 1680).
Năm 1659, Renouard de Villayer trở thành Viện sĩ Viện Hàn lâm Pháp, kế tục Abel Servien.
Năm 1944, gia huy của nhà Renouard de Villayer được bưu điện Pháp La Poste khắc họa trên con tem kỷ niệm nhân Ngày Tem thư.